# Torsten Gutsche
Torsten Gutsche (Eisenhüttenstadt, RDA, 8 de junio de 1968) es un deportista alemán que compitió en piragüismo en la modalidad de aguas tranquilas. Hasta 1990 representó a Alemania Oriental (RDA).
Participó en dos Juegos Olímpicos de Verano en los años 1992 y 1996, obteniendo un total de cuatro medallas, tres de oro y una de plata. Ganó veinte medallas en el Campeonato Mundial de Piragüismo entre los años 1989 y 1999.

## Palmarés internacional
| Representando a la RDA   |                           |                   |             |
| Campeonato Mundial       |                           |                   |             |
| Año                      | Lugar                     | Medalla           | Competición |
| 1989                     | Plovdiv (Bulgaria)        | Medalla de oro    | K2 500 m    |
| 1989                     | Plovdiv (Bulgaria)        | Medalla de oro    | K2 1000 m   |
| 1990                     | Poznań (Polonia)          | Medalla de bronce | K2 500 m    |
| 1990                     | Poznań (Polonia)          | Medalla de oro    | K2 1000 m   |
| 1990                     | Poznań (Polonia)          | Medalla de bronce | K4 1000 m   |
| Representando a Alemania |                           |                   |             |
| Juegos Olímpicos         |                           |                   |             |
| Año                      | Lugar                     | Medalla           | Competición |
| 1992                     | Barcelona (España)        | Medalla de oro    | K2 500 m    |
| 1992                     | Barcelona (España)        | Medalla de oro    | K2 1000 m   |
| 1996                     | Atlanta (Estados Unidos)  | Medalla de oro    | K2 500 m    |
| 1996                     | Atlanta (Estados Unidos)  | Medalla de plata  | K2 1000 m   |
| Campeonato Mundial       |                           |                   |             |
| Año                      | Lugar                     | Medalla           | Competición |
| 1991                     | París (Francia)           | Medalla de plata  | K2 500 m    |
| 1991                     | París (Francia)           | Medalla de oro    | K2 1000 m   |
| 1991                     | París (Francia)           | Medalla de plata  | K2 10 000 m |
| 1993                     | Copenhague (Dinamarca)    | Medalla de oro    | K2 500 m    |
| 1993                     | Copenhague (Dinamarca)    | Medalla de oro    | K2 1000 m   |
| 1994                     | Ciudad de México (México) | Medalla de bronce | K2 200 m    |
| 1994                     | Ciudad de México (México) | Medalla de oro    | K2 500 m    |
| 1995                     | Duisburgo (Alemania)      | Medalla de plata  | K2 1000 m   |
| 1997                     | Dartmouth (Canadá)        | Medalla de bronce | K4 200 m    |
| 1997                     | Dartmouth (Canadá)        | Medalla de plata  | K4 500 m    |
| 1997                     | Dartmouth (Canadá)        | Medalla de oro    | K4 1000 m   |
| 1998                     | Szeged (Hungría)          | Medalla de oro    | K4 500 m    |
| 1998                     | Szeged (Hungría)          | Medalla de oro    | K4 1000 m   |
| 1999                     | Milán (Italia)            | Medalla de oro    | K4 500 m    |
| 1999                     | Milán (Italia)            | Medalla de plata  | K4 1000 m   |